# Науковий заповідник Кальдера Люба
Науковий заповідник Кальдера Люба (ісп. Reserva Científica de la Gran Caldera de Luba) є охоронюваною територією площею 510 км² на вулканічному острові Біоко (раніше називався Фернандо По), частиною Екваторіальної Гвінеї. Представляє собою густий дощовий ліс багатий на види рослин і тварин, у тому числі велику популяцію приматів, деякі з яких є ендеміками заповідника. Велика частина заповідника складається з незайманих лісів. Однак популяція приматів знаходиться під загрозою через зростання попиту на м'ясо диких тварин у поєднанні з недостатнім дотриманням заборони на полювання в заповіднику.

## Флора
Ліси в заповіднику в основному недоторкані, особливо на більш вологих південних схилах гори.  На висоті понад 2000 метрів є гірський ліс з багатьма повзучими рослинами та епіфітами. У заповіднику також знаходяться аралієві та арекові (пальмові) ліси. Первинні рівнинні тропічні ліси зазвичай мають високі дерева до 50 м у висоту. Підлісок порівняно розріджений. Домінуючі дерева належать до роду фікусів. Інші належать до родів Chrysophyllum, Milicia та Ricinodendron і сімейства Euphorbia.

## Фауна
Кальдера де Люба має найбільшу щільність фауни на острові через її недоступність для мисливців, яким потрібно йти два дні, щоб дістатися до кратера. У звіті 2001 року говориться, що на даний момент ідентифіковано 120 видів птахів, у тому числі 36 ендемічних для Біоко. Заповідник був визначений BirdLife International як важлива орнітологічна територія (IBA). Приріт кокосовий — ендемічний вид, що зустрічається лише в низинних лісах. У заповіднику також зустрічаються калао чорношоломний і ібіс гагедаш.
На південних пляжах заповідника відкладають яйця рідкісні зелена морська черепаха, бісса, оливкова морська черепаха та шкіряста морська черепаха.
Заповідник є домом для дукера Огілбі, чиє довгострокове виживання може залежати від захисту заповідника Гран Кальдера де Люба.

### Примати

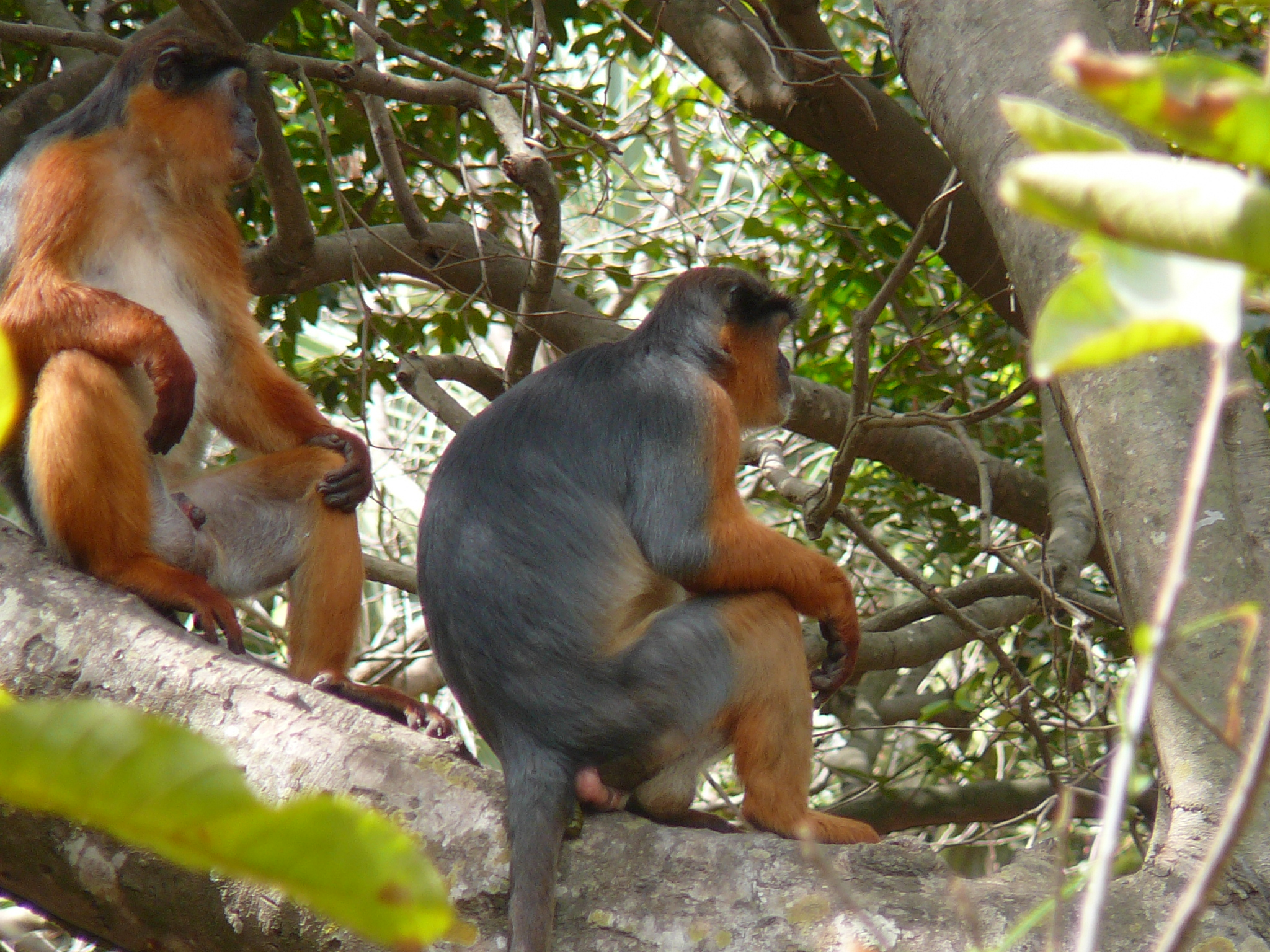
Західний червоний колобус

Щільність приматів у кальдері є однією з найвищих в Африці. Від 1,2 до 3,3 зустрічей на квадратний кілометр. П'ять місцевих видів приматів є одними з найрідкісніших у світі: мавпа Прейса, червоновухий гвенон, чорний колобус, західний червоний колобус і дрил. Заповідник може бути домом для найбільшої вцілілої популяції дрила. За даними групи спеціалістів із приматів Комісії з виживання видів МСОП, острів є найважливішим місцем в Африці для збереження різноманіття приматів. Колобус Пеннента, різновид червоних колобусів, є одним із найбільш зникаючих приматів у світі. Життєздатних популяцій на Біоко немає. Спроби виростити колобуса чорного і рудого в неволі закінчилися невдачею.

## Заходи по збереженню
Asociación Amigos de Doñana (AAD), іспанська неурядова організація, запустила програму збереження та розвитку екотуризму на острові Біоко в 1995 році, зосередившись на збереженні зелених морських черепах. Після цього в 1996 і 1997 роках були проведені дослідження критично важливих територій для збереження біологічного різноманіття за участю Міністерства лісового господарства, рибальства та навколишнього середовища. Програма збереження AAD, нова концепція для Екваторіальної Гвінеї, включала плани екологічної освіти та екотуризму, дослідження видів, які є надзвичайно цікавими з біологічної точки зору, та програми одомашнення лісових тварин. 
З 1998 року по теперішній час Програма захисту біорізноманіття Біоко (BBPP) проводить природоохоронну діяльність у заповіднику. BBPP — це академічне партнерство між Національним університетом Екваторіальної Гвінеї, Університетом Дрекселя у Філадельфії та INDEFOR-AP (орган управління природоохоронними територіями Екваторіальної Гвінеї). Місія BBPP полягає у збереженні біорізноманіття острова Біоко, особливо його приматів і морських черепах, що знаходяться під загрозою зникнення, шляхом розробки економічно самодостатніх програм, які демонструють цінність збереження унікальної дикої природи та диких просторів Екваторіальної Гвінеї. BBPP керує Центром дикої природи Мока, першою та єдиною постійно діючою дослідницькою станцією Екваторіальної Гвінеї. У 2019 році Центр Мока було визначено Центром управління INDEFOR-AP для заповідника. Крім того, BBPP проводить щорічні дослідження гніздування морських черепах і щомісячний перепис приматів. BBPP також керує двома сезонними дослідницькими станціями на південних берегах Біоко в двох місцях. Біомоніторингова станція Playa Moraka розташована біля річки Оле та служить воротами до Кальдери. Станція біомоніторингу Плайя-Моаба розташована поблизу річки Моаба та критичних пляжів, де гніздяться шкірясті черепахи. Playa Moaba також є популярним місцем для екотуризму, яким керує EG Expeditions, спільне підприємство BBPP і Magno Suites.

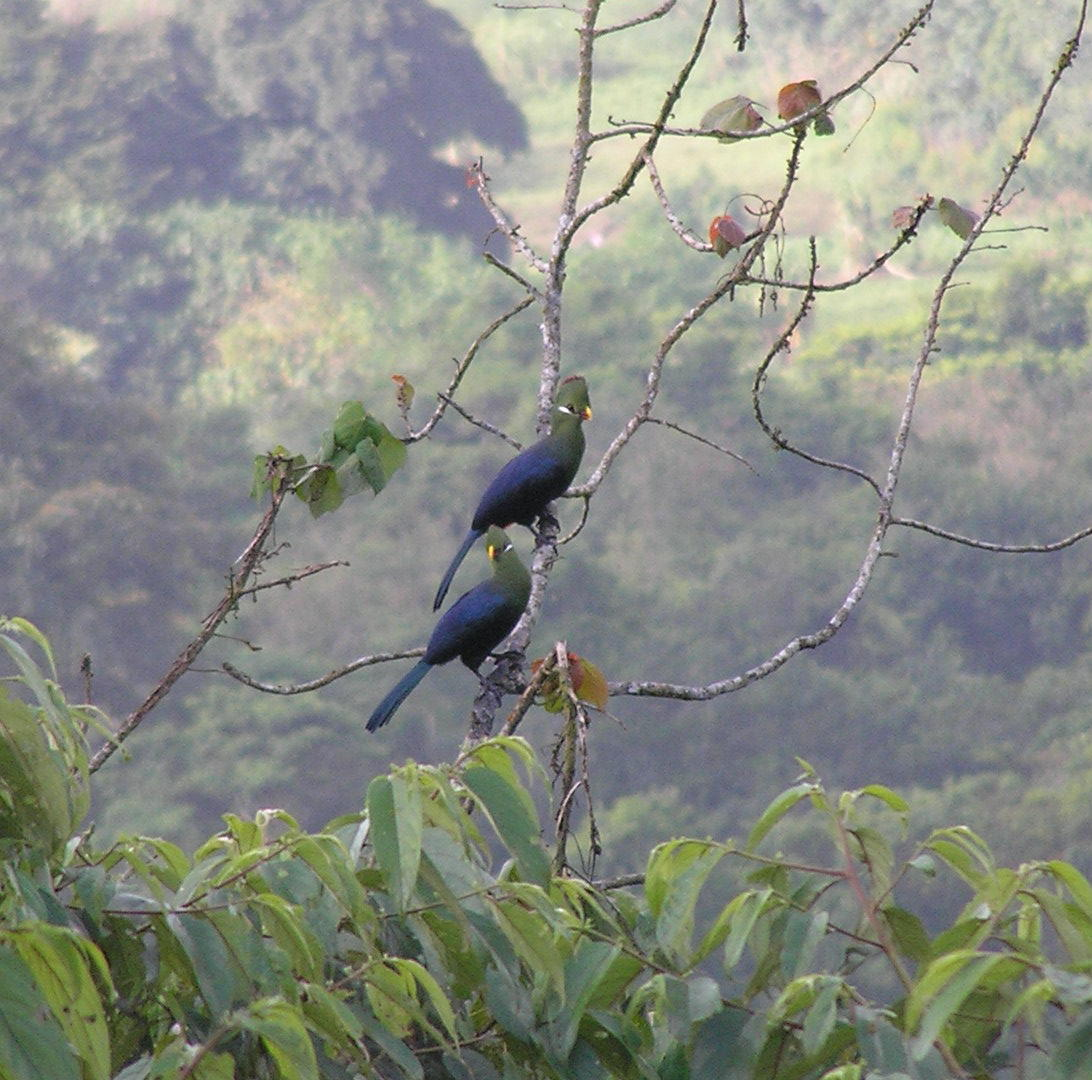
Жовтодзьобий турако (Tauraco macrorhynchus) на острові Біоко (найменше занепокоєння)

Іспанська експедиція з Технічного університету Мадрида в 2007 році використовувала мотузки, щоб спуститися вниз по майже вертикальних стінах кальдери висотою один кілометр. На дні кальдери їхнім провідникам доводилося прокладати шлях крізь густі джунглі за допомогою мачете. Експедиція зібрала понад 2000 екземплярів рослин і тварин, у тому числі 250 різних видів метеликів. Можливо, 100 видів можуть бути новими для науки. 

### Виклики
У заповіднику або в прилеглих селах проживає близько 7200 осіб, більшість з яких дотримуються традиційних методів натурального сільського господарства. У регіоні також є плантації какао. Жителі села Сан-Антоніо-де-Урека на півдні заповідника вирощують банани, хлібне дерево, ананаси та цукрову тростину. Їхня єдина домашня худоба — це кури, але вони ловлять дрібну дичину, наприклад дикобразів, панголінів і щурів. Основним джерелом валюти донедавна була торгівля мавпами та черепахами. Це традиційне заняття, сьогодні є незаконним. Програма захисту біорізноманіття Біоко Університету Аркадії забезпечила дохід приблизно половині дорослого населення села, зайнятого лісовою охороною. Проте браконьєрство черепах все ще відбувається, станом на 2005 рік фінансування виплати зарплати було невизначеним.
На початку 1980-х років у Малабо, столиці на північному узбережжі острова, розвинувся ринок комерційного м'яса диких тварин. М'ясо диких тварин зарекомендувало себе як їжу класу «люкс». Розвідка нафти на шельфі додала гроші в економіку, збільшивши кількість людей, які можуть дозволити собі м'ясо диких тварин. Покращені дороги забезпечили мисливцям легший доступ до віддалених регіонів, таких як заповідник Кальдера Люба.  У 2010 році через заповідник була збудована нова автомагістраль від Белебу до Уреки. 
Теоретична заборона на полювання на приматів не дала ефекту, оскільки влада не карає за недотримання цього закону. Полювання з рушницею стає все більш поширеним, оскільки високі ціни на м'ясо диких тварин легко покривають вартість патрона. М'ясо приматів коштує дорожче, ніж м'ясо гризунів і копитних тварин, крім дукера Огілбі. Найдорожчим є м'ясо дрила, колобуса червоного і колобуса чорного.